# Alts d'Hobab
Alts d'Hobab (o Ramat Hovav; en hebreu, רמת חובב) és un consell local industrial del districte del Sud d'Israel. Fou fundat el 1975 a 12 km al sud de Beerxeba per tal de concentrar les indústries més contaminants, especialment les químiques, fora dels nuclis de població i, per tant, no té habitants que hi resideixin. El 1989 obtingué l'estatus de consell local industrial. En un terme municipal de 22,3 km², Alts d'Hobab concentra 19 plantes industrials.

## Contaminació
L'alta concentració d'indústries (per exemple, la meitat de les químiques d'Israel) ha provocat greus problemes de contaminació a la zona, especialment a partir de 1997, quan s'obrí una incineradora per a residus perillosos de tot el país, on arriben anualment 70.000 tones d'aquestes deixalles. La incineradora, però, acompleix la directiva europea relativa a la incineració de residus perillosos.
Investigacions científiques recents sobre les influències mediambientals i sanitàries de la localitat han demostrat que els habitants dels poblats beduïns propers de Wadi el-Na'am i Wadi al-Masmaas pateixen nivells més elevats de mortalitat infantil i malformacions dels fetus que la resta de beduïns d'Israel. Un altre estudi del ministeri de Medi Ambient de 2004 posà en relleu que tant els israelians jueus com els beduïns eren hospitalitzats més sovint per problemes respiratoris i tenien més possibilitats de desenvolupar càncer.
Aproximadament unes 5.000 persones viuen en un radi de 5 km i unes 250.000 en un radi de 12 km al voltant d'Alts d'Hobab, incloent-hi la ciutat de Beerxeba. Els problemes, però, no es limiten a les conseqüències mediambientals que aquestes indústries provoquen, sinó també el perill que hi hagi algun vessament o fins i tot que alguna fàbrica exploti. Malgrat que el ministeri de Medi Ambient desaconsella viure a menys de 5 km d'Alts d'Hobab per considerar-ho perillós, no hi ha cap sistema d'alarma ni cap pla d'evacuació en cas d'algun incident.